# Hanengevecht

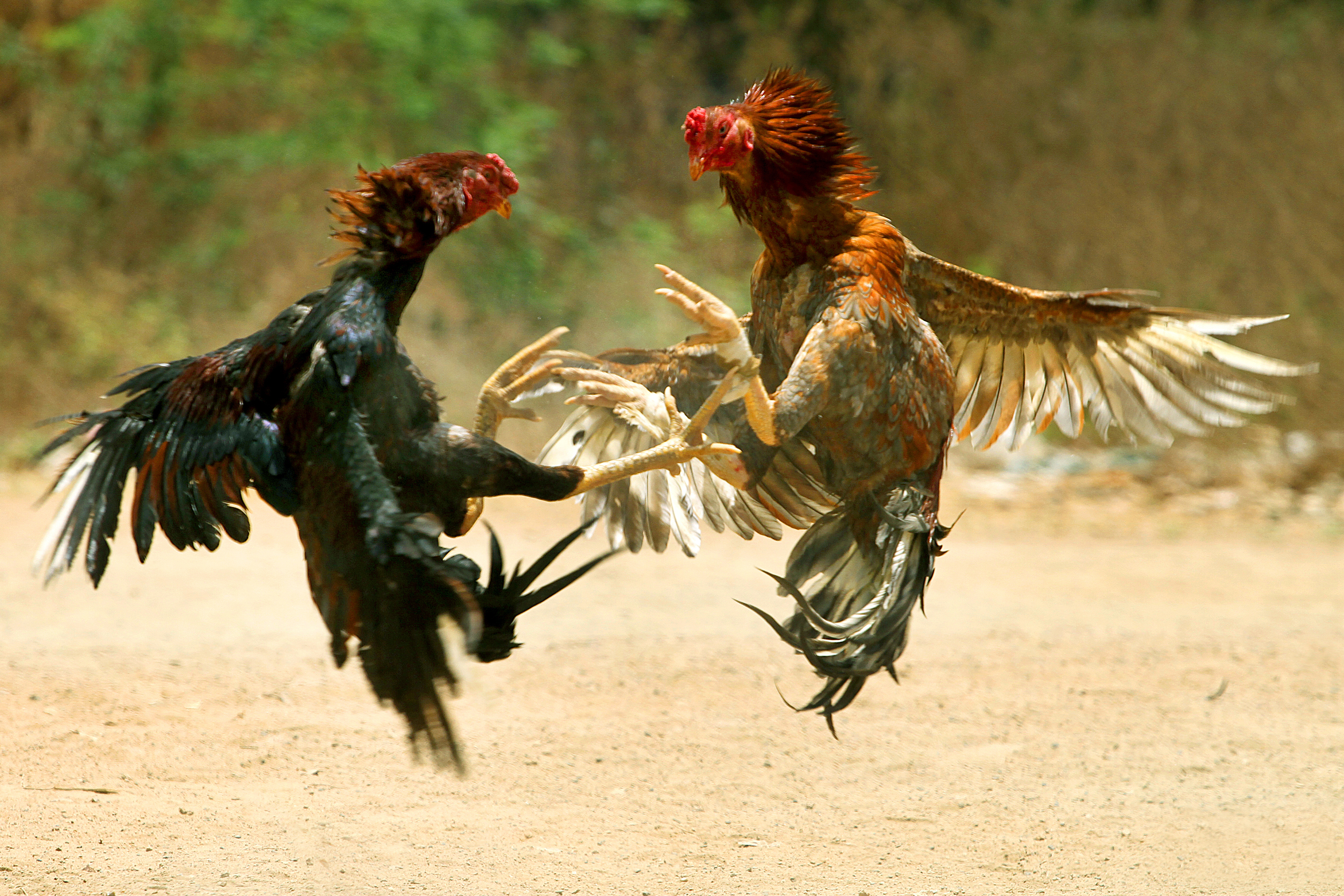
Hanengevecht in Tamil Nadu

Een hanengevecht is een duel tussen twee hanen, meestal van speciaal gefokte vechthoenderrassen. Typisch aan een hanengevecht is dat het pas ophoudt als een van beide partijen dood is, of afdruipt.

## Natuurlijke oorsprong
Hanen dulden geen rivalen in hun territorium en gaan gevechten aan om het te beschermen. De haan zet de veren in zijn nek recht, pikt de indringer en daagt hem uit. Bij een duel proberen de hanen elkaars kam uit te pikken en elkaar te kwetsen met hun sporen. De verliezende haan wordt uit het territorium verstoten en moet een nieuwe plek opzoeken. Op die manier worden jonge haantjes uitgestoten en oude hanen uit de weg geruimd, zodat enkel de sterkste haan overblijft. 
Vechtgedrag wordt al waargenomen bij mannelijke kuikens. Om ernstige duels en grote verliezen de vermijden, veilen fokkers van gevechtshanen regelmatig de sporen af. Onbeschermde kuikens lopen dan echter nog steeds het gevaar te worden gedood. 
Het karakter van kippen verschilt van ras tot ras. Minder agressieve rassen vertonen minder vechtgedrag.

## Georganiseerde gevechten

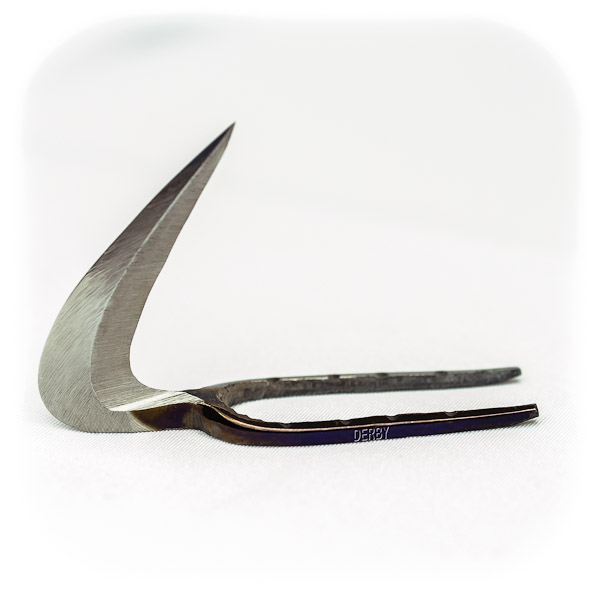
Mes voor hanengevechten

Sinds eeuwen bestaan de hanengevechten als sport. De spelregels verschillen, vooral betreffende de dood of mate van verwonding die toegestaan is. Bij sommige stijlen worden mesjes aan de poten van de haan bevestigd, zodat de hanen elkaar sneller kunnen doden.

### Europa
Bekend is dat ten tijde van het Romeinse rijk hanengevechten zeer populair waren. De romeinen hebben echter beschreven, dat ook in Groot-Brittannië hanengevechten gehouden werden. In België en Nederland zijn georganiseerde hanengevechten tegenwoordig verboden, evenals in de meeste Europese landen. Een uitzondering vormt Frankrijk. In het département Hauts-de-France bestaan nog "gallodromes", vaste plaatsen waar hanengevechten traditioneel gehouden worden.
In België zijn hanengevechten al verboden sinds 1867. In 1929 werden alle georganiseerde gevechten tussen dieren verboden. In 1986 en 1991 werd de dierenwelzijnswet verstrengd en sindsdien is het bijwonen van hanengevechten ook strafbaar. Overtreders riskeren zes maanden cel en een boete van 2.000 euro. Sinds de jaren 1990 zijn er ook al verschillende mensen veroordeeld.
In Nederland is het organiseren of bijwonen van hanengevechten verboden en strafbaar tot drie jaar gevangenis of een boete van tot wel 20.500 euro.

### Buiten Europa
In Zuidoost-Azië en Latijns-Amerika zijn hanengevechten in meerdere landen toegestaan, ze zijn daar zeer populair. In 1981 verbood de regering van Indonesië echter elke vorm van gokken, sindsdien is het hanengevecht er illegaal.

Wetgeving omtrent hanengevechten over de wereld.
Landelijk verbod op hanengevechten
Landelijk verbod op hanengevechten, enkele aangewezen lokale tradities uitgezonderd
Enkele regionale verboden op hanengevechten
Hanengevechten legaal
Geen gegevens

## Vechthoenders
Voor gevechten worden bepaalde rassen speciaal gekweekt. Deze 'vechtrassen' zijn qua bouw en karakter volledig voorbestemd om te vechten.

## Galerij

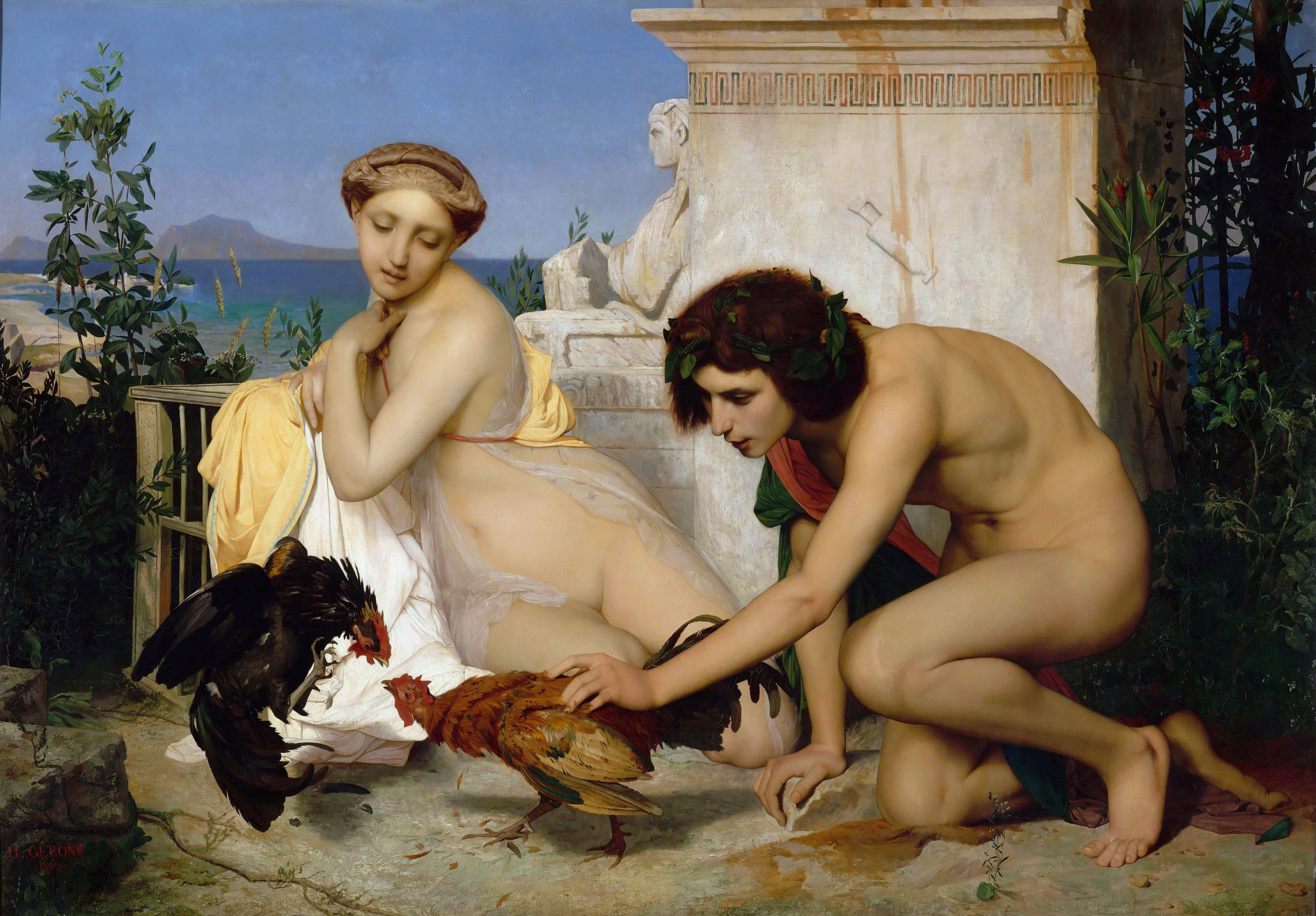
Un Combat de Coqs (1846), Jean-Léon Gérôme, Musée d'Orsay
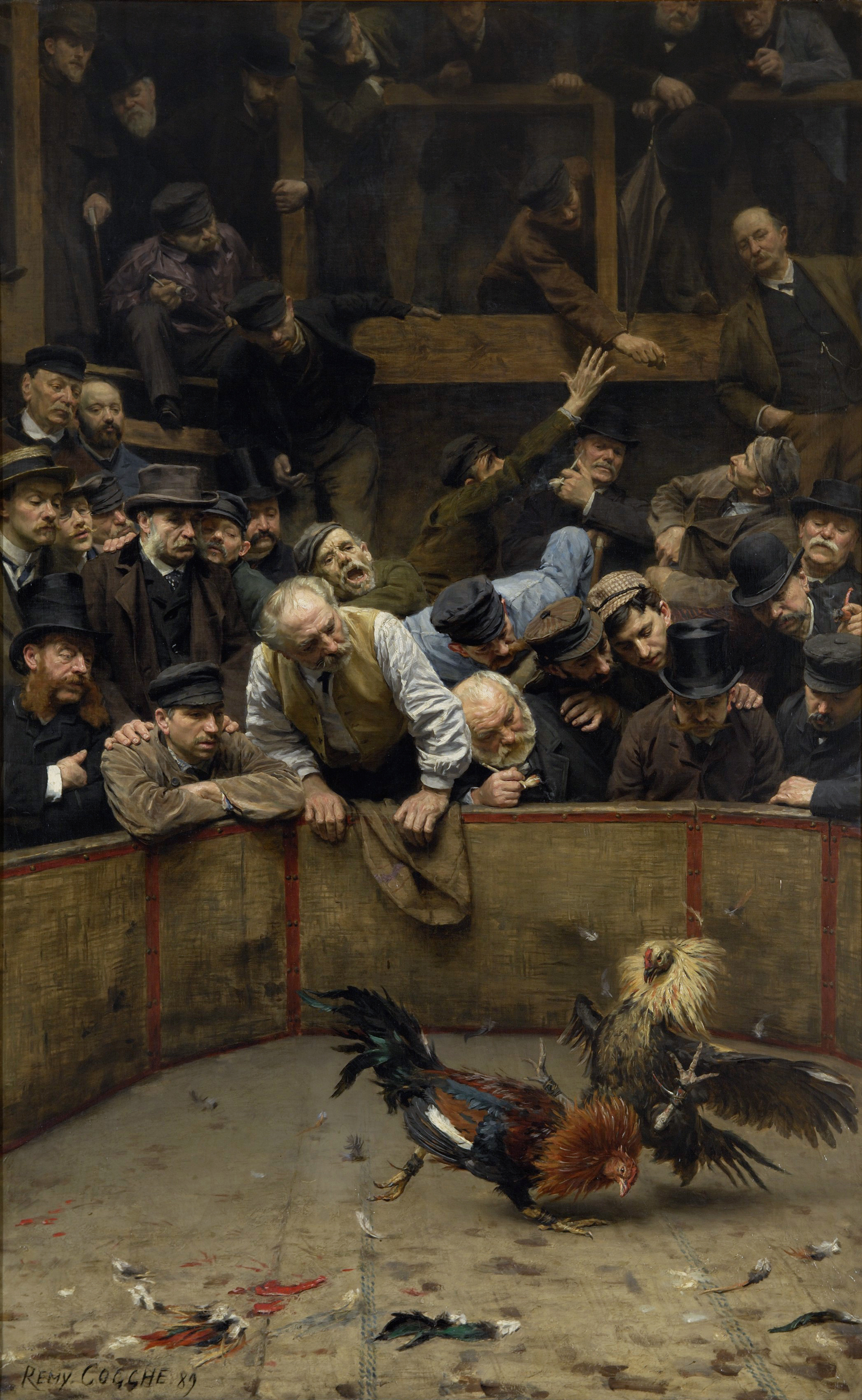
Hanengevecht in Vlaanderen (1889), Rémy Cogghe, La Piscine Museum in Roubaix
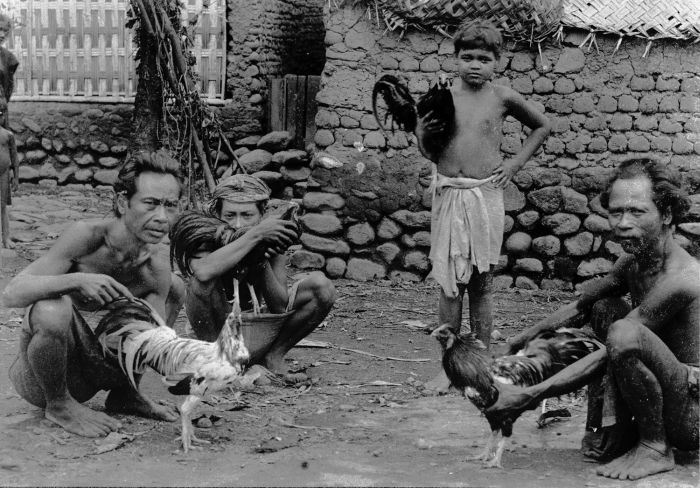
Groepje dorpsbewoners op Bali met hun vechthanen (1920/1921), Wereldmuseum Amsterdam
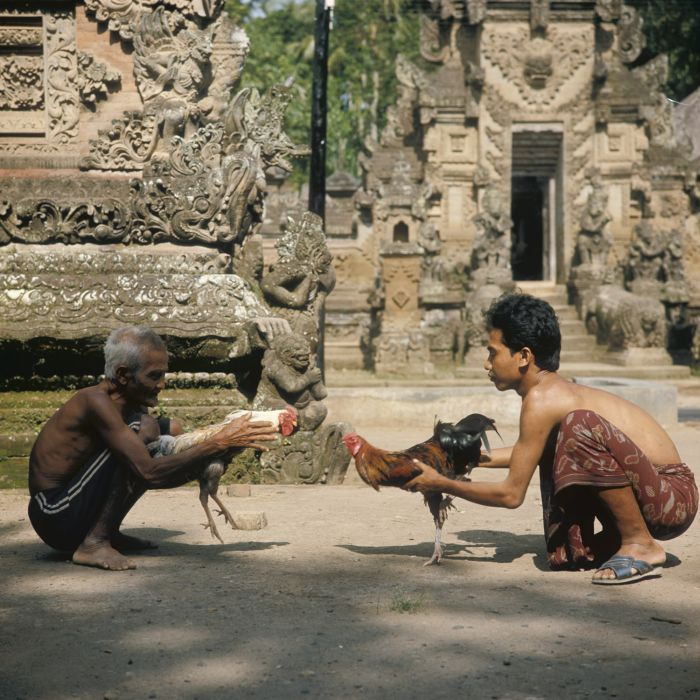
Hanengevecht in Bali (1971), Wereldmuseum Amsterdam